# Toxoptera victoriae
Toxoptera victoriae är en insektsart som beskrevs av Martin 1991. Toxoptera victoriae ingår i släktet Toxoptera och familjen långrörsbladlöss. Inga underarter finns listade i Catalogue of Life.